# Río Leones (Carrera)
El río Leones es un curso natural de agua que nace en el lago Leones (de 22 km² y alimentado por los derretimientos del campo de Hielo Norte), fluye hacia el este y desemboca en el extremo oeste del lago General Carrera tras recorrer un trayecto de 28 km.
También es llamado río Delta, por la forma de su desembocadura.: 561 

## Trayecto
Los cabezales del río están al sureste del monte San Valentín.